# Koen Van Loo
Koenraad (Koen) Hendrik Justine Van Loo (Bonheiden, 26 augustus 1972) is een Belgisch topambtenaar. Sinds 2006 is hij CEO van de Federale Participatie- en Investeringsmaatschappij (FPIM).

## Levensloop
Koen Van Loo studeerde toegepaste economie en fiscaliteit aan de Katholieke Universiteit Leuven (1995). Hij werd in 1996 adjunct-adviseur bij de Centrale Raad voor het Bedrijfsleven. In 1999 werd hij kabinetsmedewerker van minister van Financiën Didier Reynders (MR). In 2000 promoveerde hij tot adviseur en in 2003 tot kabinetschef.
In 2006 werd hij gedelegeerd bestuurder van de Federale Participatie- en Investeringsmaatschappij (FPIM). De FPIM speelde een voorname rol in de bankencrisis in 2008. Als hoofd van de FPIM moest Van Loo 5 miljard euro voorzien om de bank Fortis te redden. Enkele dagen later moest de FPIM ook tussenkomen om Dexia te redden. Hij werd namens de Belgische staat lid van de raad van bestuur van Dexia Bank België (later Belfius). Ook bij de ontmanteling en nationalisering van Dexia was Van Loo nauw betrokken.
Van Loo was in 2006, 2012 en 2018 namens Open Vld kandidaat bij de gemeenteraadsverkiezingen in Leuven. Hij is tevens bestuurslid van Open Vld Leuven.